# قلعة الدقل
قلعة الدقل قلعة أثرية تقع في الشمال الغربي من مدينة أبها بالمملكة العربية السعودية٬ وقد شيدت فوق قمة جبلية.

## الوصف
تخطيط القلعة جاء بشكل مستطيل ضلعه الشمالي على هيئة نصف دائرية٬ ويمكن تقسيم منشآت القلعة إلى قسمين: القلعة من الداخل٬ والأسوار الحربية والاستحكامات. شُيدت القلعة على منتصف قمة الجبل٬ وأخذ تخطيطها شكلاً مستطيلاً ضلعه الشمالي بشكل نصف دائرة٬ وبلغ طول القلعة 43.6 متر٬ وعرضها 16 متر، ومعظم جدرانها متهدم الآن٬ ولم يبق منها سوى الجدار الغربي والجدار الشمالي نصف الدائري٬ والجزء الجنوبي من الجدار الشرقي٬ وبعض جدران الحجرات٬ والسلم المؤدي إلى سطح القلعة. أما التقسيم الداخلي للقلعة فتنقسم إلى ثلاث وحدات رئيسة هي وحدة الإدارة المعنية بالقيادة والسيطرة وسكن القادة٬ ووحدة ثكنات الجنود٬ وحدة الملاحق المختصة بالمرافق والخدمات.

## أهمية القلعة
يعد موقع القلعة الاستراتيجي من الناحية العسكرية من حيث أنهُ يمكن بواسطة القلعة والتي تتمركز فيها الحامية العسكرية إغلاق جميع المنافذ والطرق التي تتخلل الشعاب والأودية بواسطة السلسلة الجبلية الواقعة في الجهتين الشمالية الغربية والغربية من القلعة، والتي من السهل على المهاجمين التسلل من خلالها إلى داخل مدينة أبها، ومن خلال هذا الموقع بالإمكان التصدي لأي هجوم من الجهة الشمالية ووقفه قبل دخوله المدينة، وكان متصرف عسير سليمان شفيق كمالي باشا الذي تولى أمور المتصرفية في الفترة بين 1326-1330هـ/1908-1912م أول من تنبه لأهمية هذه المواقع عندما حوصرت القوات العثمانية الموجودة في أبها من قبل قوات محمد الأدريسي في شهر ذي القعدة من عام 1328هـ حين عمد المتصرف إلى إخراج بطارية المدفعية إلى أقرب مكان إلى جبال أبها الغربية ليتمكن الجنود من صد المهاجمين الذين أخذوا يقتربون من مدينة أبها.

## الأسوار والاستحكامات الحربية
تحيط بالمساحة الخارجية للقلعة أسوار ذات تعرجات وتقوسات فرضتها ظروف الموقع وتضاريسه٬ ويبلغ طول السور الشرقي شمالاً 96.5 متر٬ ويوجد وسطه برج نصف دائري لتدعيمه من جهة٬ وللاستفادة منه بوصفه عنصرًا دفاعيًا من جهة أخرى. أما السور الغربي فيبلغ طوله شمالاً 94 متر، ويبلغ سمك هذه الأسوار 1.2 متر٬ وقد انخفض ارتفاعها نظرًا إلى تهدم أجزائها العليا. يوجد في جدران الأسوار فتحات من أعلى بأبعاد مختلفة، من الداخل (30×30سم) ومن الخارج (30×10سم).
واستغل معمار القلعة الموقعين المتقدمين في الجهتين الشمالية الغربية والجنوبية اللذين يشرفان على منحدرين صعبي الارتقاء في تشييد منظرتين استُغلت في بنائهما الصخور الكبيرة. ففي الشمال الغربي استُغل وجود ثلاث كتل صخرية كبيرة فعُمد إلى بناء جدران بين هذه الكتل الصخرية مكونة برجًا مضلعًا٬ كما فتحت في الحوائط فتحات للتصويب بالمدافع الثقيلة في ثلاثة اتجاهات.

## دورها الحربي
لم يكن لقلعة الدقل أي دور حربي خلال الفترة التي بين عامي (1333 - 1336 هـ/1915 - 1918م)٬ ما عدا أن حاميتها كانت في حالة استعداد تام لمواجهة أي طارئ قد يحدث عند هزيمة القوات العثمانية في المعارك التي كانت دائرة بينها وبين القوات الإدريسية في بلاد رجال ألمع. وقد أدت قلعة الدقل والقلاع الأخرى في مدينة أبها دورًا في أثناء سيطرة الجيش السعودي بقيادة الأمير عبد العزيز بن مساعد على منطقة عسير السراة عام 1338 هـالموافق 1920م، وتمركزه في أبها٬ فقد كانت القوات الموجودة في القلاع المحيطة بالمدينة تقصف الجيش السعودي عن طريق المدفعية. وعلى الرغم من هذا القصف فإن الجيش السعودي تمكن من الوصول إلى المدينة عن طريق الأودية تفاديًا لقذائف المدفعية٬ وأصبحت قلعة الدقل والقلاع الأخرى تحت سيطرة الجيش السعودي.

## انظر ايضاً
- عسير
- قلعة ذرا
- قلعة شعار

## وصلات خارجية
- قلاع عسير.. تراث شامخ يفوح بعبق التاريخ.
- قلاع عسير إحدى عوامل الجذب السياحي وشاهد على حضارة المنطقة.